# Paul Copper
Paul Copper (ur. 6 maja 1940 w Surabaya) – kanadyjski paleontolog i stratygraf; brachiopodolog, specjalizujący się w dziedzinie badań nad rzędem Atrypida oraz badacz raf kopalnych.

## Dane biograficzne
Urodził się w ówczesnych Holenderskich Indiach Wschodnich. Po II Wojnie Światowej i śmierci ojca w niewoli japońskiej przeniósł się z matką do Holandii, a następnie do Kanady. Studia na Uniwersytecie Saskatchewan ukończył w 1962. W 1965 na Imperial College w Londynie uzyskał doktorat na podstawie rozprawy przygotowanej pod kierunkiem Dereka Agera. Od 1967 pracował na Uniwersytecie Laurentyńskim w Sudbury w prowincji Ontario. Prowadził badania w wielu miejscach świata, w tym szczególnie długo i szczegółowo na wyspie Anticosti.
W 1996 wybrany członkiem Royal Society of Canada. W 2001 otrzymał medal im. Billingsa, nadawany przez Oddział Paleontologiczny Kanadyjskiego Stowarzyszenia Geologicznego.
Jego zbiory paleontologiczne zostały złożone w Kanadyjskiej Służbie Geologicznej.

## Osiągnięcia naukowe

### Znaczenie w historii nauki

#### Systematyka i ewolucja ramienionogów
Opisał liczne nowe taksony, m.in. podrzędy Anazygidina Copper in Copper & Gourvennec, 1996 i Lissatrypidina Copper in Copper & Gourvennec, 1996, rodzinę Protozygidae Copper, 1986, podrodzinę Spinatrypinae Copper, 1978 oraz rodzaje Atryparia Copper, 1966, Iowatrypa Copper, 1973 i Xanthea Copper, 1996. Samodzielnie opracował rewizję rzędu Atrypida (ok. 260 rodzajów) dla Treatise on Invertebrate Paleontology.
W szczególności dzięki przeprowadzeniu szczegółowej rewizji sylurskich atrypidów paleokontynentów Baltiki (odsłonięcia na Gotlandii) i Awalonii (odsłonięcia na pograniczu Anglii i Walii) pokazał, że gatunki w obrębie badanej przezeń grupy trwały generalnie krótko (w sensie geologicznym), co przeciwstawiało się przyjmowanemu dawniej poglądowi o istnieniu jednego bardzo zmiennego i bardzo długowiecznego gatunku Atrypa reticularis. W rzeczywistości odpowiada mu kilkanaście gatunków w obrębie kilku rodzajów. W niektórych przypadkach można wskazać gatunki, będące ogniwami pośrednimi między rodzajami.

#### Masowe wymierania
Jako jeden z pierwszych paleontologów Paul Copper zwrócił uwagę na masowe wymieranie w późnym dewonie i zaproponował model (dziś powszechnie przyjęty), według którego wymieranie to nastąpiło w kilku etapach. Badał również wymieranie ordowickie, jako pierwszy pokazując, że nastąpiło ono w najpóźniejszym ordowiku (hirnancie), a nie na granicy ordowik–sylur.

### Wybrane publikacje
- Ecological distribution of Devonian Atrypid brachiopods (1966)[15]
- Late Ordovician and Early Silurian pentamerid brachiopods from Anticosti Island, Québec, Canada (Jin & Copper, 2000)[4]
- Atrypida [w: Treatise on Invertebrate Paleontology] (2002)[13]
- Silurian (Late Llandovery–Ludlow) Atrypid Brachiopods from Gotland, Sweden, and the Welsh Borderlands, Great Britain (2004)[14]
- Early Silurian (Llandovery) orthide brachiopods from Anticosti Island[5] (Li & Copper, 2006)

## Upamiętnienie
Na jego cześć nazwano gatunki kopalnych atrypidów Gotatrypa copperi Havlíček, 1990 i Kyrtatypa pauli Halamski & Baliński in Halamski et al., 2024.